# Åborätt
Åborätt, juridisk term, rätten att leva på och bruka en annans mark. Den som hade åborätt kallades åbo. Åborätt gällde för en begränsad tid eller livet ut, antingen som landbo eller under ärftlig besittning.
Under stadgad åborätt eller ärftlig besittningsrätt innehades dels vissa hemman och lägenheter som tillhörde kronan eller allmänna inrättningar, dels och undantagsvis fastigheter i enskild ägo, särskilt en del under bruk skatteköpta hemman.
Stadgad åborätt är en ålderdomlig form av ständig besittningsrätt till hemman och fastigheter av krononatur med rötter i 1500-talet. Åborätten är ärftlig enligt regler av fideikommisskaraktär.
Liksom enskilda upplät kronan jord åt landbo (landbonde) mot handpenning och en årlig avgift (så kallad avrad). Landbon hade rätt att stanna kvar på egendomen under den bestämda legotiden, förutsatt att han årligen betalade avraden och höll hemmanet vid makt. Vid legotidens utgång berodde det på frivillig överenskommelse om landboförhållandet skulle fortsätta. Om åboskyldigheterna fullgjordes fick i allmänhet en son kvarbli vid egendomen efter sin far, om den inte behövdes för något allmänt ändamål, men någon bestämd försäkran fanns inte. 
Åborätten kunde även förverkas, om åbon dömdes för vissa brott.
Genom lagen (1999:292) om avveckling av stadgad åborätt och landgille, så har numera de som innehaft fastighet under stadgad åborätt fått överta denna med full äganderätt.